# Sandloppa (insekt)
Sandloppa (Tunga penetrans), ej att förväxla med strandloppa, är en loppa som huvudsakligen lever i tropiskt klimat; ursprungligen i Sydamerika och Västindien, men numera även i Afrika, Indien och Pakistan. Sandloppan är cirka 1 millimeter lång och därmed den minsta kända lopparten.
Sandloppans bett orsakar kliande, myggbettsliknande utslag som kan finnas kvar i flera dagar. Den befruktade honan gräver sig in i överhuden hos människor eller andra däggdjur där sandloppan kan orsaka en infektionssjukdom som kallas tungiasis. När honan har lagt sina ägg dör hon, men sitter kvar och kan därför orsaka svåra sekundärinfektioner.
Engelska namn för sandloppan är jigger, jigger flea, chigoe flea, nigua och sand flea.

## Morfologi
Sandloppans honor är oftast mindre än hanarna. Honorna har i vissa fall en längre mellankropp samt större käkar än hanarna. Huvudet på loppan är relativt tillplattat så att de lättare ska kunna ta sig in genom huden hos sin värd men även här finns det skillnader mellan hanar och honor.
Hanens och honans reproduktions organ skiljer sig åt genom att hanen har en mer utbuktande bakre ände än honans. Honan har en mer förkortad bakre ände, där reproduktionen kommer att ske.

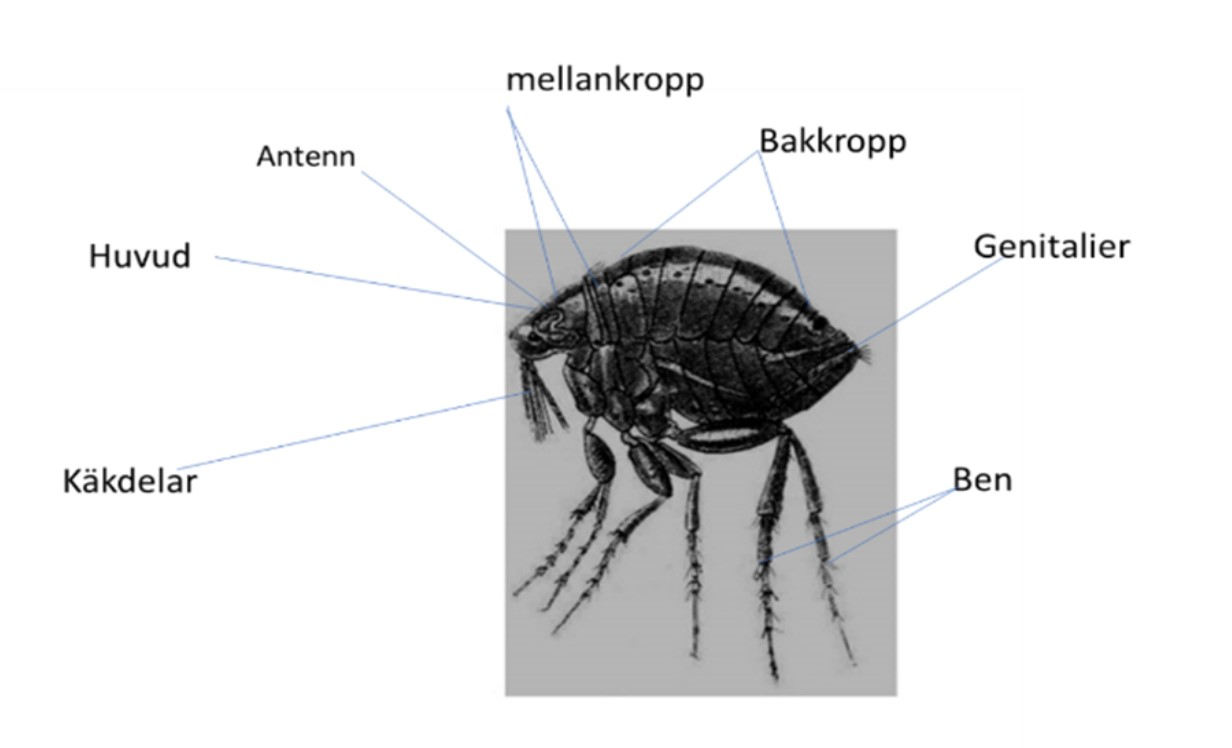
Bild på sandloppan och dess delar.

## Fylogeni
Det finns hittills 9 kända lopparter av släktet Tunga. De flesta av dem har gnagare och bältdjur som värd och lever i Sydamerika eller Asien. T. trimamillata och T. penetrans de enda som har människan och boskapsdjur som värd. Det finns ett fåtal studier sedan 2003 på systerarten T. Trimamillata, arten har endast rapporterats i Ecudor och Peru. T. trimamillata kännetecknas som större och mer smärtsamma än T. penetrans och karatäriseras som boskapssandloppor ’niguas de vaca’. Utöver mitokondriella och nukleära skillnader mellan de två arterna, finns det strukturella skillnader i utseendet. Dels har T. trimamillata tre, för ögat synligt, rundade utbuktningar på de äggbärande honornas främre del. Äggbärande T. penetrans honor har istället ett klöverbladsformat avtryck. Dessutom har skillnader setts i de olika arternas ryggsegment, T. trimamillata har knäböjda ryggar samt en liten utbuktning liknande en ’’svans’’ på honor som utgår från det sista bakpartiet.

## Livscykel
Honan penetrerar huden obefruktad. Hon väntar på att bli befruktad av hanen i huden på sin värd. Parning sker endast en gång under sandloppans liv och det sker när honan sitter inbäddad i huden. 6 dagar efter att hon penetrerat huden och ökat kraftigt i storlek börjar sandloppan driva ut sina ägg som hamnar i marken. Äggen är ovala och mäter 600 x 320 μm. Befruktade ägg fortsätter att utvecklas om förutsättningarna är bra och larver kläcks efter 1-6 dagar. Larven lever på marken och livnär sig på organiska restprodukter. Larven ömsar skinn två gånger innan den mellan dag 10-18 efter att ha kläckts gräver sig ner i jorden för att förpuppa sig. Puppans utveckling beror av årstiden men i laboratorium har man sett att utvecklingen från larv till vuxen inuti puppan tog 9-15 dagar.

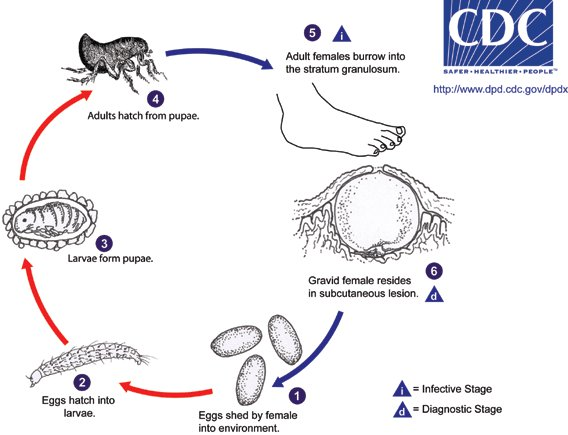
Sandloppans livscykel. 1, Ägg som släpps ut från värden. 2, Ägg mognar till larver. 3, Larv bildar puppa. 4, Vuxen sandloppa kläcks från puppa. 5, Vuxen hona gräver sig in i huden på värd. 6, Befruktad hona boende i lesion i värdens hud.

## Utbredning och spridning
Sandloppan förekommer i tropiskt och subtropiskt klimat. De lever cirka 2-5 cm under marken - i sand eller sandig, torr och lös jord.
Sandloppan finns i Sydamerika, Latinamerika, inklusive de karibiska öarna, Afrika söder om Sahara. De förekommer även på kringliggande öar såsom Zanzibar, Madagaskar, Kap Verdeöarna och Sao˜ Tome. Enstaka fall har påträffats i Pakistan och Indien.

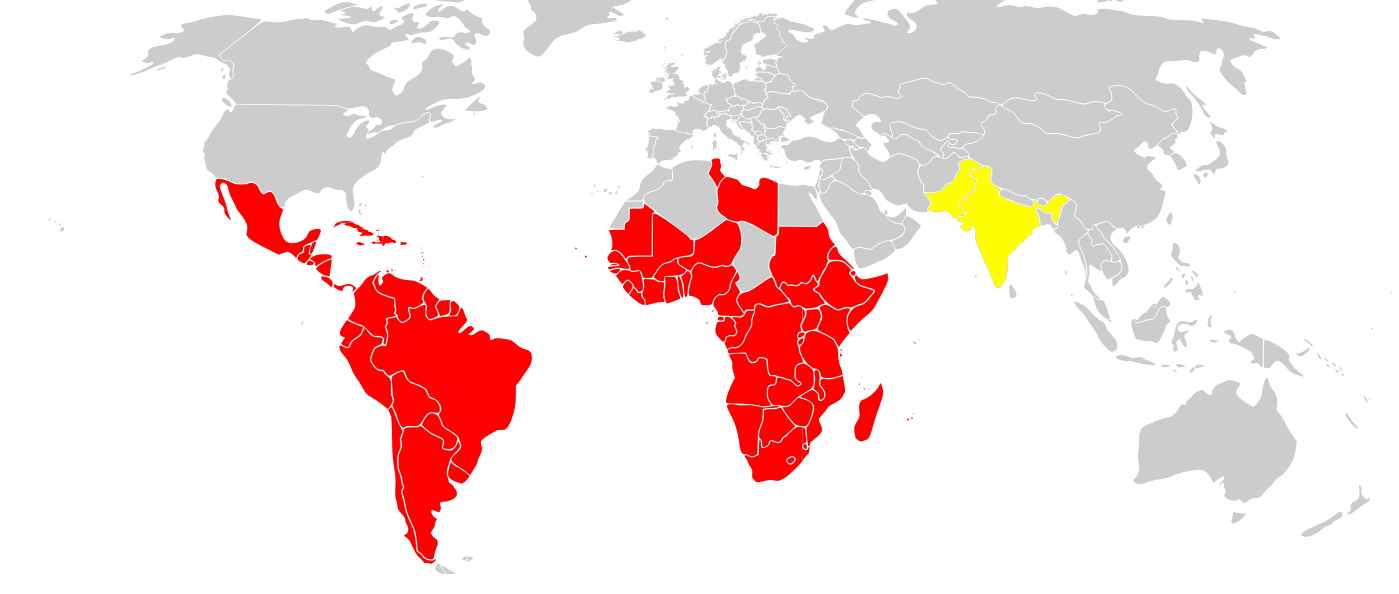
Utbredningskarta. Röd: Länder där sandloppan lever. Gul: Enstaka fall av sandloppa.

Den första beskrivningen som finns om sandloppan kommer från dåtidens upptäcktsresande från då den amerikanska kontinenten upptäcks.  Sandloppan beskrevs först på Haiti av  den spanska historieskrivaren Gonzalo Fernández de Oviedo y Valdés år 1525.
Sandloppans utbredningsområde var ursprungligen begränsat till Sydamerika men under 1800-talet spreds den till Afrika via ett fartyg med angripen barlastsand. Sandloppan spreds även av smittad besättning ombord på europeiska upptäcktsresandes fartyg. Spridningen fortgick i flera decennier, tills sandloppan invaderat hela Afrika söder om Sahara.
Det har rapporterats fall av angripna människor och djur utanför deras nuvarande utbredningsområde, bland annat i Europa, detta genom infekterade turister och arbetare som vistats i de drabbade områdena och fått med sig hem eller att angripna djur importerats. Men de importerade sandlopporna har hittills inte kunnat etablera sig i den nya miljön då de inte är anpassade för klimatet.

## Symptom och sjukdomsförlopp

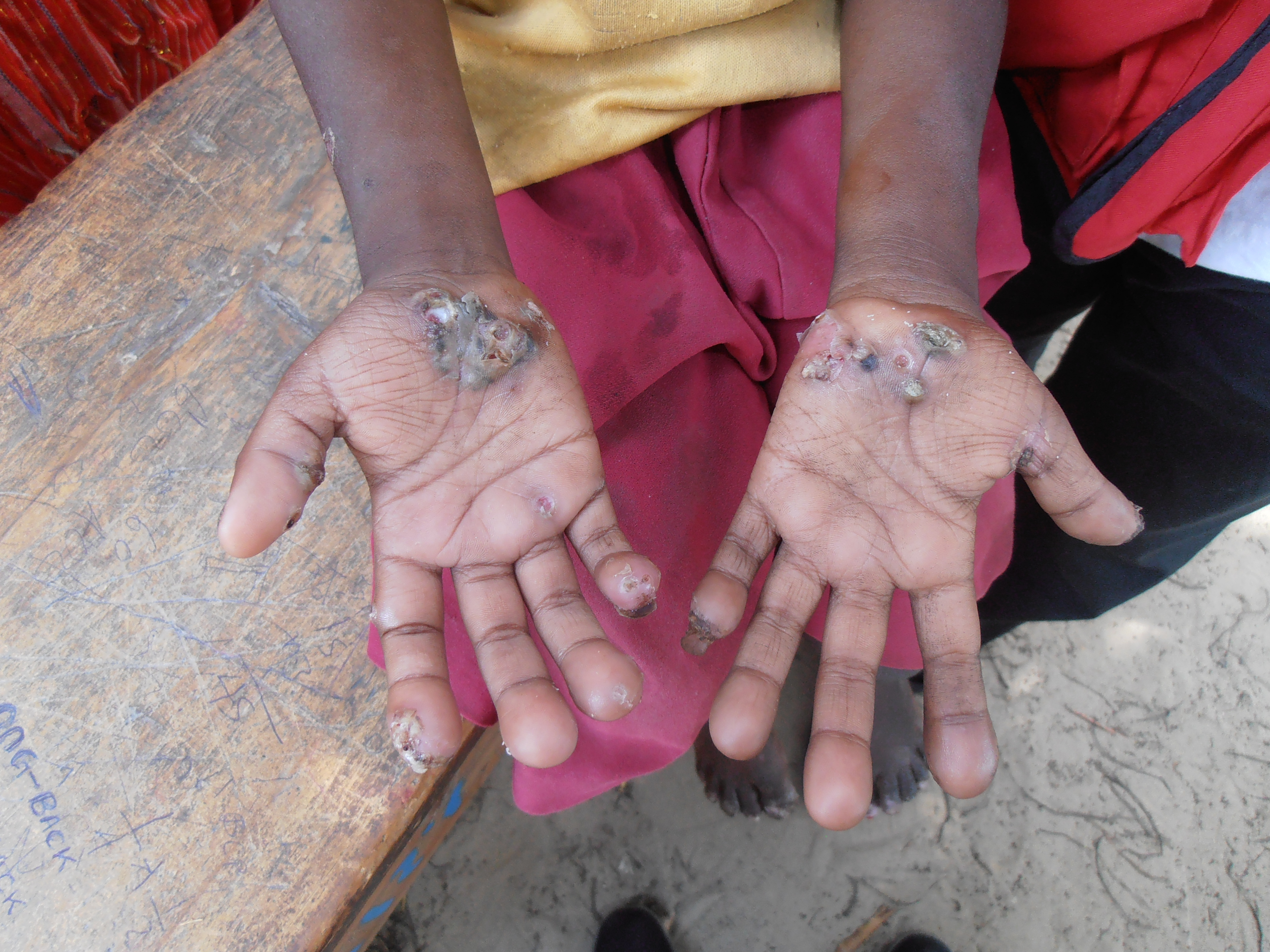
T. penetrans – angripna händer av sandlopporna vid Coast Jigger Campaign 2013, Kenya.

Tungiasis kallas den infektionssjukdom som orsakas av att sandloppshonan T. penetrans, eller systerarten T. trimamillata (vilket är mindre vanligt), tränger in i huden.
Både människor och andra djur kan infekteras. Tungiasis är alltså en zoonos.
Sjukdomen överförs från de obefruktade sandloppshonorna genom att de borrar in sig i huden på värden, suger värdens blod och sedan producerar och efterlämnar ägg som frisätts till marken innan parasithonorna dör. Loppornas ingrävning i huden sker smärtfritt och det är inte förrän efter flera dagar som det brukar ge värden symtom.
När de ingrävda sandloppshonorna ökat sin volym och därmed är fullt utvecklade kan det till en början orsaka symtom såsom klåda och smärta hos värden för att senare kunna utvecklas till allvarligare tillstånd som vävnadsskador i form av bölder, vanställdhet av det angripna området, nekros, kallbrand och sekundära infektioner.
Det vanligaste infektionsområdet är fötterna, framförallt kring nagelbädden på tårna, men alla delar av kroppen kan angripas av parasiterna.
Utöver de medicinska indikationerna kan sjukdomen leda till ohälsa i form av utanförskap för de drabbade, på grund av arbetsoförmåga samt lidande skolgång för de barn som drabbas. Detta kan leda till sämre livskvalité och ekonomi hos de drabbade på grund av den nedsatta rörelseförmågan som sjukdomen kan resultera i efter återkommande infektioner.

## Behandling

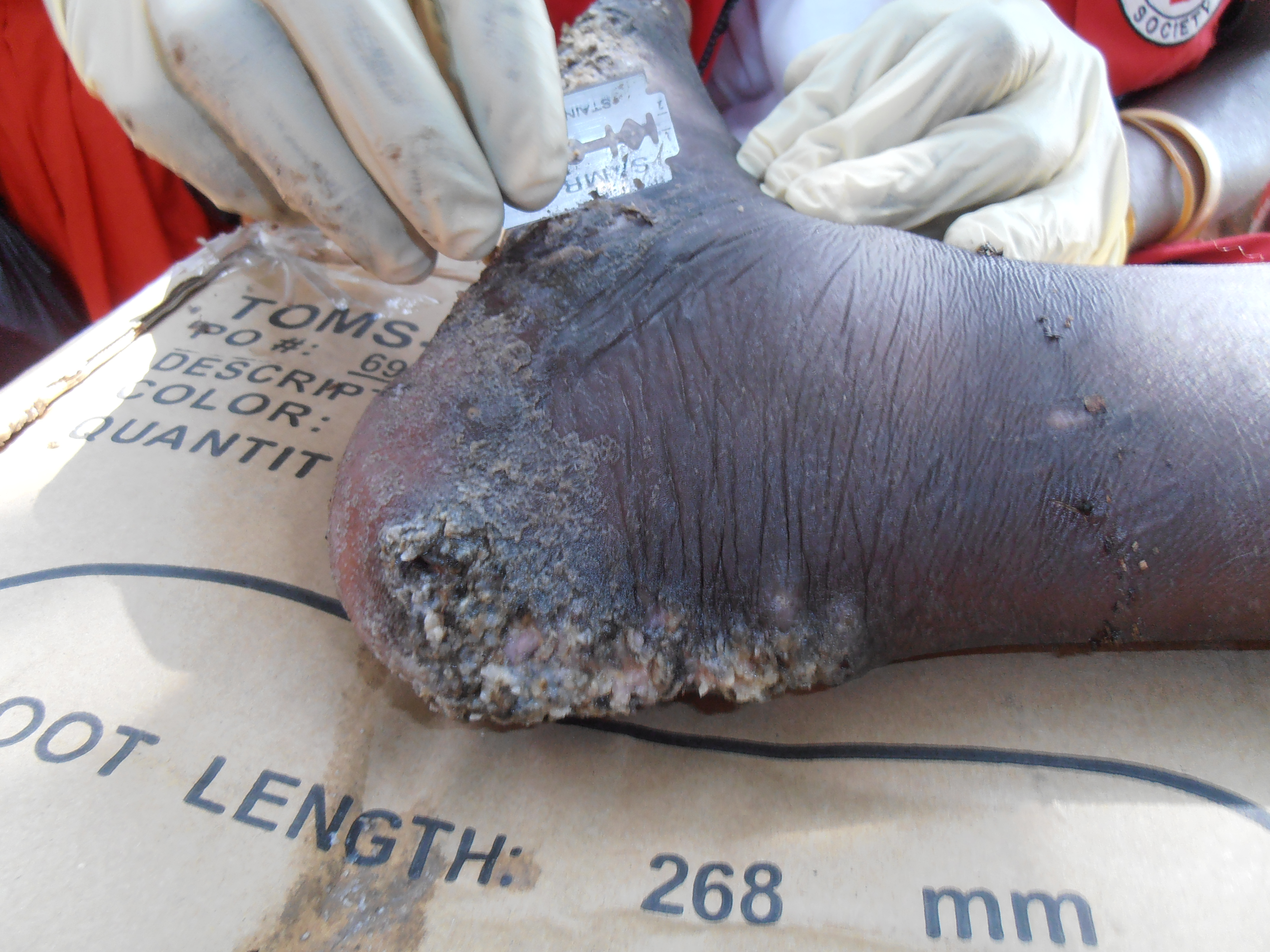
T. penetrans- behandling av angripen fot av sandloppor vid Coast Jigger Campaign 2013, Kenya.

Infektionen behandlas genom att kirurgiskt avlägsna de inbäddade sandlopporna från värden under sterila förhållanden. Vid operationen är det viktigt att epidermis öppnas försiktigt så att hela loppan kan avlägsnas. Om den går sönder så att delar av sandloppan lämnas kvar i såret så medför det en ökad risk för allvarliga inflammationer.
Det är vanligt att patienterna utför ingreppen själva med icke-sterila instrument, vilket också ökar riskerna för sekundär infektion eller inflammation i såret. I och med att instrumenten som används vid avlägsnandet av sandloppor ofta används på flera drabbade, ökar också riskerna för överföring av andra smittsamma sjukdomar, som exempelvis HIV.
Efter att sandloppor avlägsnats läggs förband om såret. Antibiotika och/eller vaccin mot stelkramp kan ges för att undvika eller behandla sekundära infektioner.
Ett flertal olika topiska läkemedels-applikationer har testats direkt på angripna hudområden utan vidare resultat mot tungiasis. Något som däremot visat sig kunna vara effektiv, enligt en studie som WHO refererat till, är behandling genom applicering av en tvåkomponents dimetikon (silikon-olja), med en särskilt låg viskositet som huvudsakligen behandlar huvudlöss i vanliga fall. Resultatet visade på att 80 % av de ingrävda sandlopporna var döda inom 7 dagar efter appliceringen.

## Förebyggande åtgärder
För att kontrollera smittspridningen och minska angreppen av sandlopporna rekommenderas förebyggande åtgärder i utsatta områden. Skor som täcker hela foten skyddar mot angrepp av sandloppor. Men sandloppor kan också förekomma inomhus där människor inte brukar bära skor. I socioekonomiskt utsatta områden saknar många invånare lämpliga skor utan slitageskador.
Citronella kan avskräcka sandlopporna. Likaså kan kokosolja hjälpa till att hålla dem borta. Heltäckande skor är att föredra i områden där det förekommer sandloppor. 